# Мунго Грандидье
Мунго Грандидье (лат. Galidictis grandidieri) — хищное млекопитающее из семейства мадагаскарских виверр. Эндемик Мадагаскара. Назван в честь французского натуралиста и путешественника Альфреда Грандидье (1836—1921).

## Описание
Мунго Грандидье похож на родственный вид, широкополосого мунго, только заметно крупнее. Длина тела составляет от 45 до 48 см, длина хвоста от 30 до 33 см, вес от 1 до 1,7 кг. Это самые крупные представители мунго Мадагаскара. Как у всех представителей этой группы, у них вытянутое тело с короткими конечностями. Вдоль спины проходят 8 тёмно-коричневых, длинных полос, между которыми расположены немного более широкие, светло-серые полосы. Брюхо тёмно-коричневого окраса, морда вытянутая, ноги красно-коричневое. Пушистый белёсый хвост короче чем туловище.

## Распространение
Мунго Грандидье — эндемик Мадагаскара. Местообитание вида — это сухие леса, поросшие растениями семейства дидиереевых на юго-западе острова. Площадь ареала составляет менее 500 км².

## Образ жизни
Ведут ночной образ жизни, держась чаще на земле, однако иногда влезают на деревья. В течение дня они спят в пещерах или трещинах в земле, а ночью отправляются на поиски корма. Живут поодиночке или парами, редко встречаются группы до 5 животных. Питание этих животных состоит преимущественно из беспозвоночных животных, в первую очередь мадагаскарских тараканов, а также саранчи и скорпионов, реже также из позвоночных животных.

## Размножение
Спаривание происходит, вероятно, круглый год. В помёте от одного до двух детёнышей.